# Église Saint-Pierre-de-Chaillot
Pour les articles homonymes, voir Chaillot.
L’église Saint-Pierre-de-Chaillot est une église catholique située au 31, avenue Marceau dans le 16e arrondissement de Paris, presque à l’angle entre l’avenue Marceau et la rue de Chaillot, offrant également une entrée au 26 de cette rue.

## Histoire

### Ancienne église
La paroisse Saint-Pierre de Chaillot remonte au XIe siècle. En 1790, c'est l'une des 51 paroisses urbaines du diocèse de Paris. 

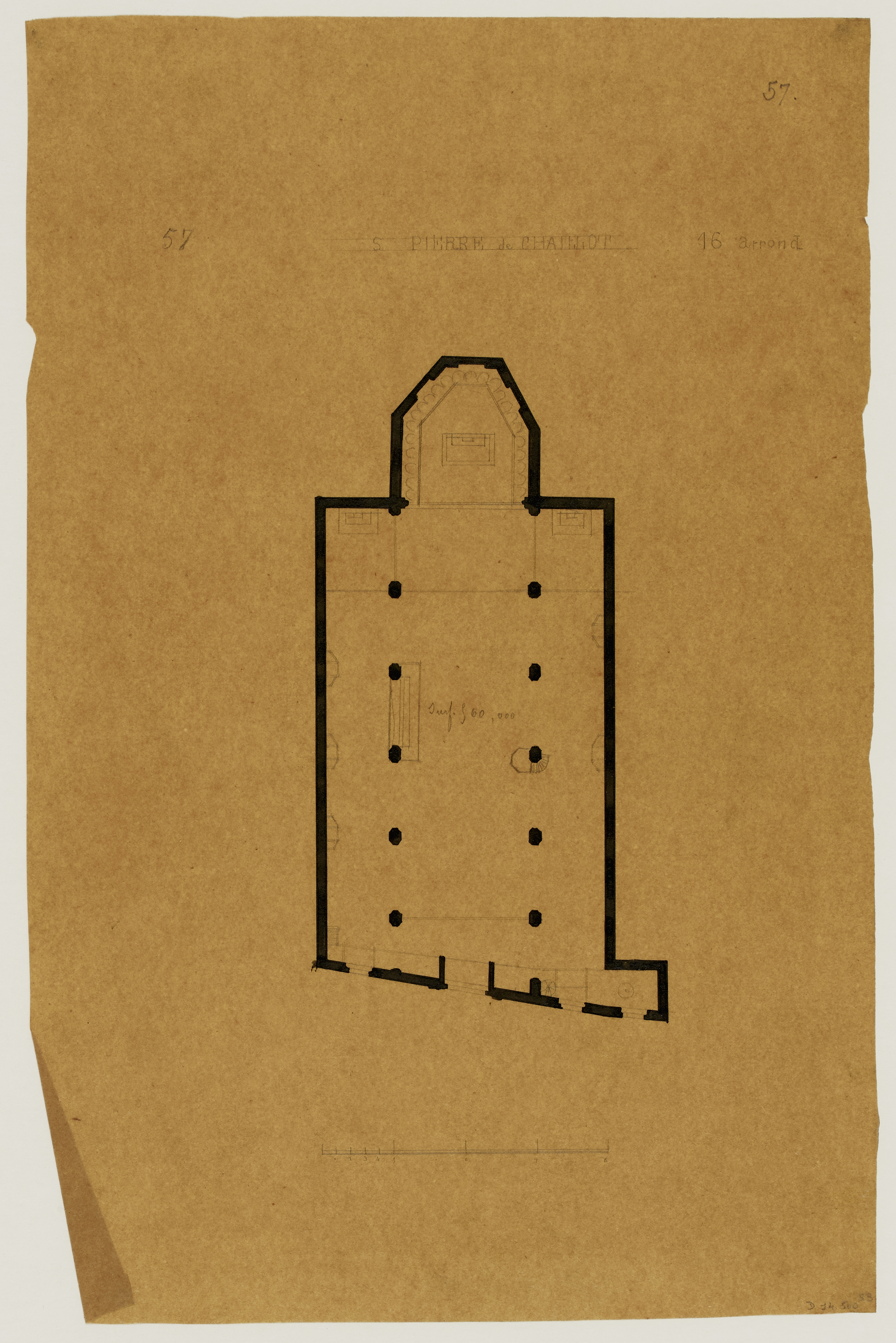
Plan de l'ancienne église dressé par Lèbe-Sigun en 1851.
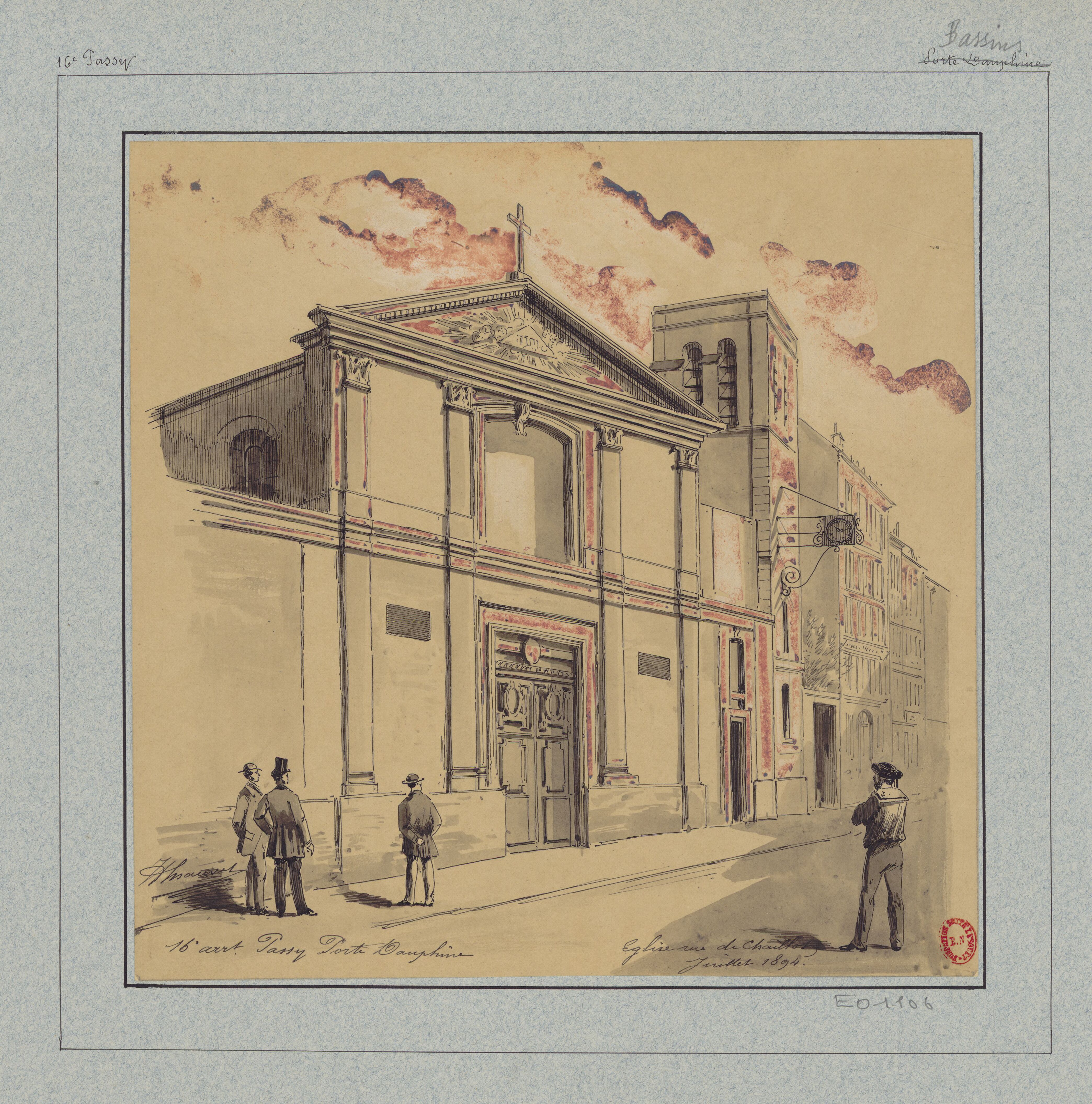
Façade de l'ancienne église sur la rue de Chaillot en 1894 (dessin de Jules-Adolphe Chauvet).
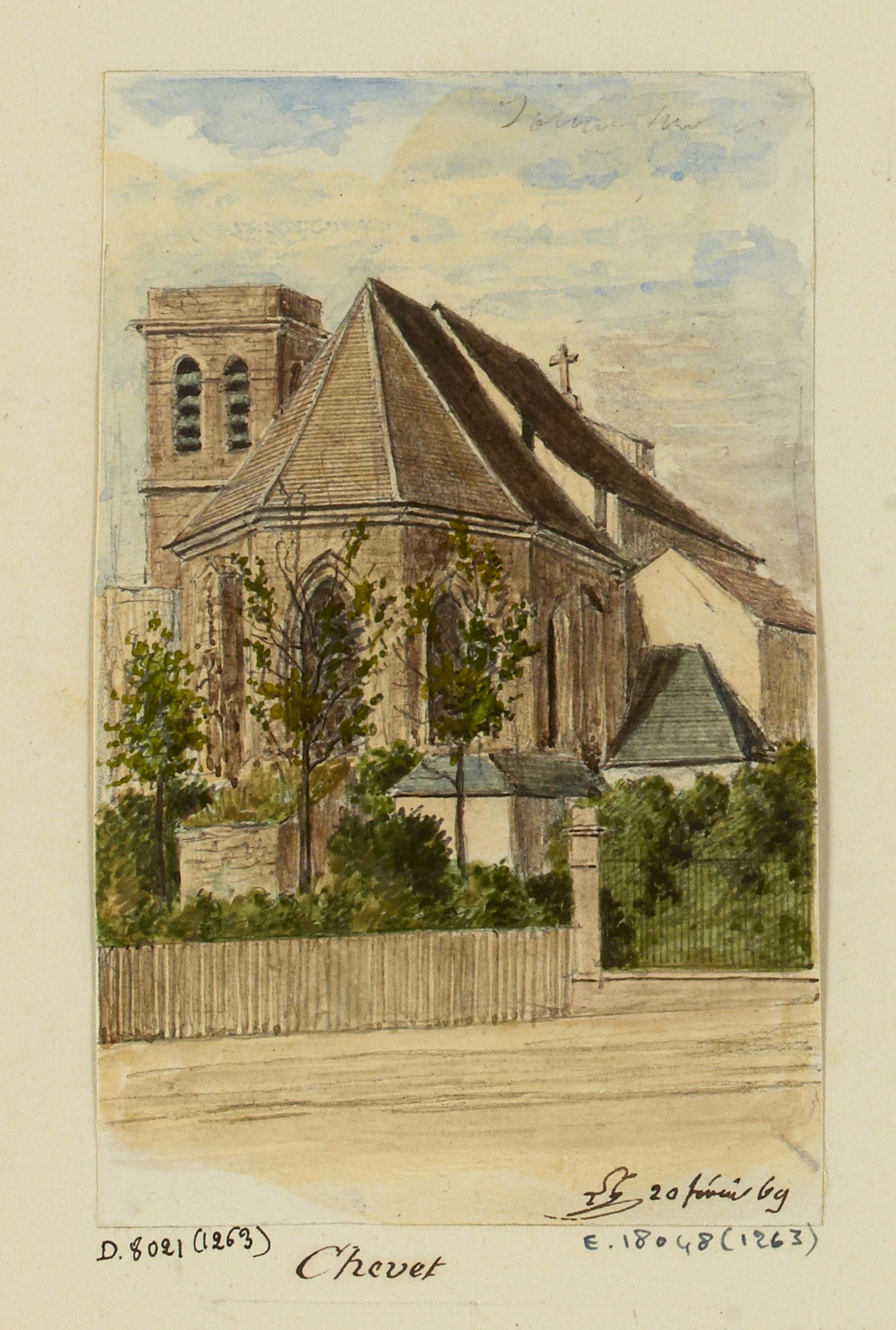
Chevet de l'ancienne église en 1869 (dessin de Léon Leymonnerye).

### Église actuelle

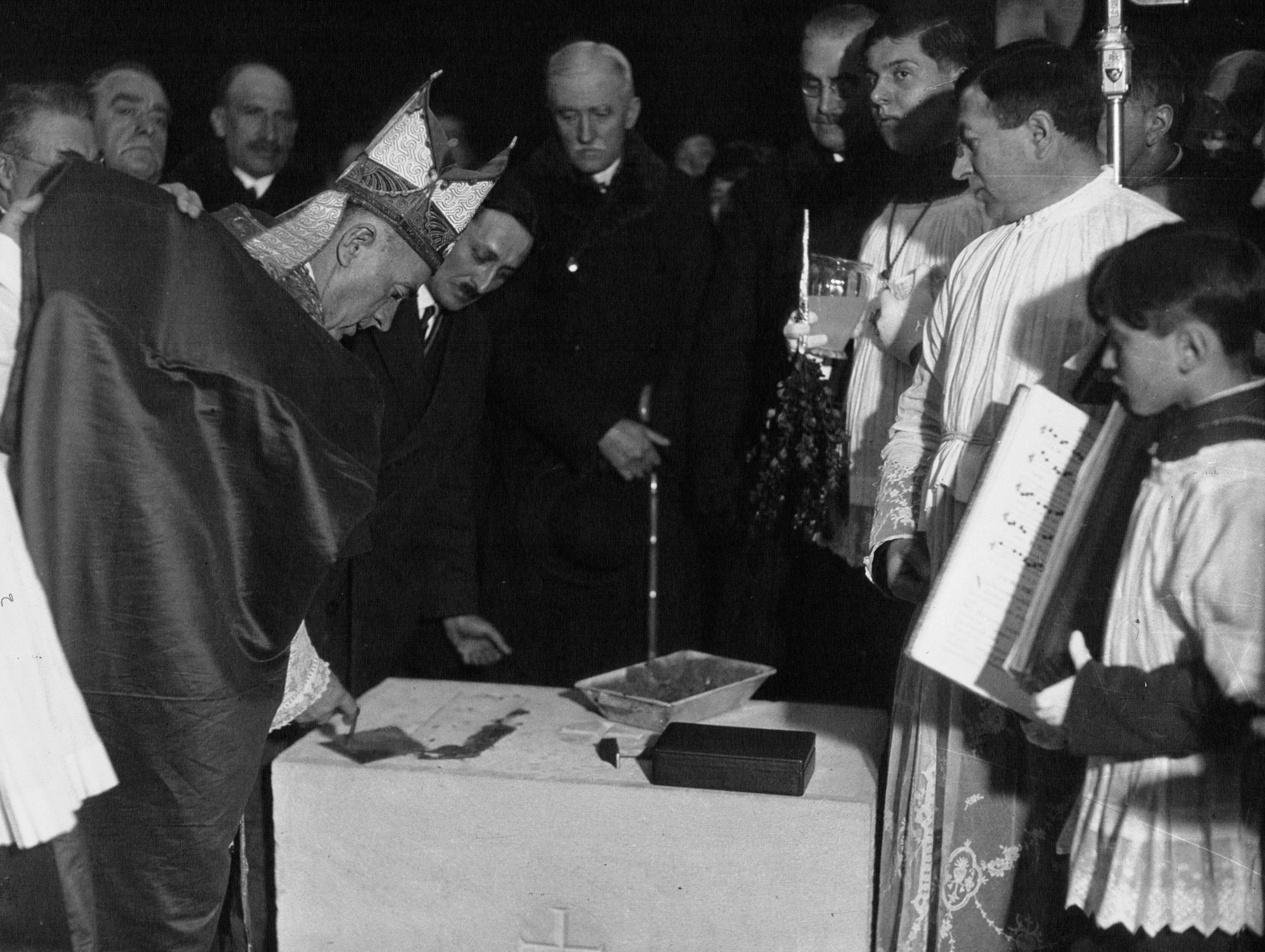
Le cardinal Verdier pose la première pierre de l'église Saint-Pierre-de-Chaillot (1933).

L’église actuelle est construite dans les années 1930, en deux fois, et achevée en 1938. Elle est l'œuvre de l'architecte Émile Bois, alors architecte en chef de la ville de Paris. Le financement de la construction est entièrement assuré par une donation des fidèles.
L'ancienne église, située au même endroit mais de moindre superficie, est détruite, en deux fois, lors de la construction de la nouvelle. Elle ouvrait sur la rue de Chaillot, seule une chapelle avec une façade en brique ouvrait sur l'avenue Marceau. Il ne reste rien de cet ancien édifice, sauf une statue de la Vierge, la Vierge de Chaillot.
Initialement, la nouvelle église devait être isolée, mais les immeubles alentour n'ont jamais été détruits.
L'église est inaugurée le 18 mai 1938 par le cardinal Verdier archevêque de Paris et fondateur de l'Œuvre des Chantiers du Cardinal, le cardinal Baudrillart et le nonce apostolique.
La nonciature de Paris est située avenue du Président-Wilson, au bas de l’avenue Marceau. L’église Saint-Pierre de Chaillot est donc la paroisse du nonce apostolique. Ainsi, Mgr Roncalli, futur Jean XXIII, fréquente beaucoup l'église entre 1945 et 1953.
En 1974, l'orgue de chœur est rénové par le facteur d'orgues Alfred Kern.
En 1990, la ville de Paris a lancé un concours international pour la construction de grandes orgues qui sont construites et installées en 1994 par le facteur d'orgue Daniel Birouste.
Depuis 2001, le festival « Chaillot-Grandes Orgues » se déroule dans l'église tous les deux ans.
L'église est inscrite au titre des monuments historiques par arrêté du 3 novembre 2016. Du fait de sa période de construction, elle bénéficie également du label « Patrimoine du XXe siècle ».
La mairie de Paris annonce que les trois vitraux de Mauméjean du chœur seront restaurés à partir de fin 2025.

## Architecture
Typique des années 1930, l'église rappelle les architectures byzantine et romane mais avec une géométrie et une masse du bâtiment propre aux constructions des années 1930 que permettent le béton. Parmi les éléments de décoration, on retrouve des sculptures d'Henri Bouchard, les verrières de Mauméjean et les fresques du peintre mosellan Nicolas Untersteller.
L'église se compose de trois parties : un clocher de 65 mètres de hauteur qui domine l'ensemble et se trouve sur l'avenue Marceau, une église basse, invisible car construite comme une crypte au-dessus de laquelle s'élève l'église principale avec un clocher central. Le bâtiment se caractérise aussi par sa façade monumentale sur l'avenue.
L'église basse a une forme de croix grecque. Elle a une superficie de 820 m2 avec de gros piliers qui soutiennent une voûte inclinée en béton. L'aspect de l'ensemble et l'autel consacré aux morts de la Première Guerre mondiale lui donnent un aspect de catacombe.
L'église haute reprend la forme de la croix grecque. Elle a une superficie de 1 960 m2 et présente une coupole centrale encadrée de quatre autres coupoles plus petites construites sur des plans octogonaux, rappelant l'art byzantin.
Le clocher et la façade relient l'ensemble. Cette dernière, massive, comprend un porche d'entrée à trois arcs en plein cintre surmonté d'un immense tympan  sculpté par Henri Bouchard qui représente la vie de saint Pierre. Le haut de la façade s'ouvre sur une petite rangée de fenêtres carrées et deux balcons lui donnant un air d'une fortification médiévale.

## Galerie

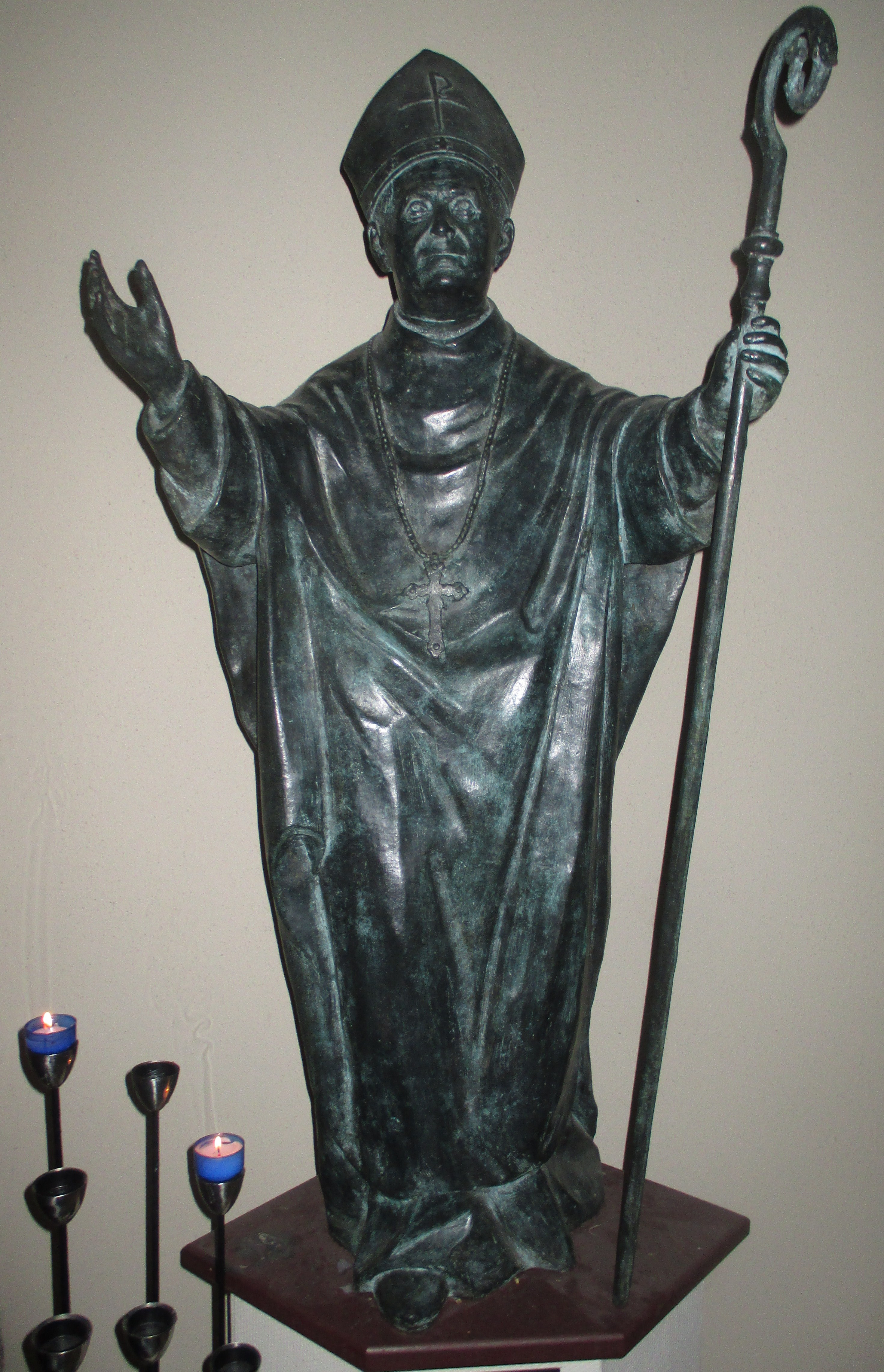
Statue de saint Jean-Baptiste Scalabrini.
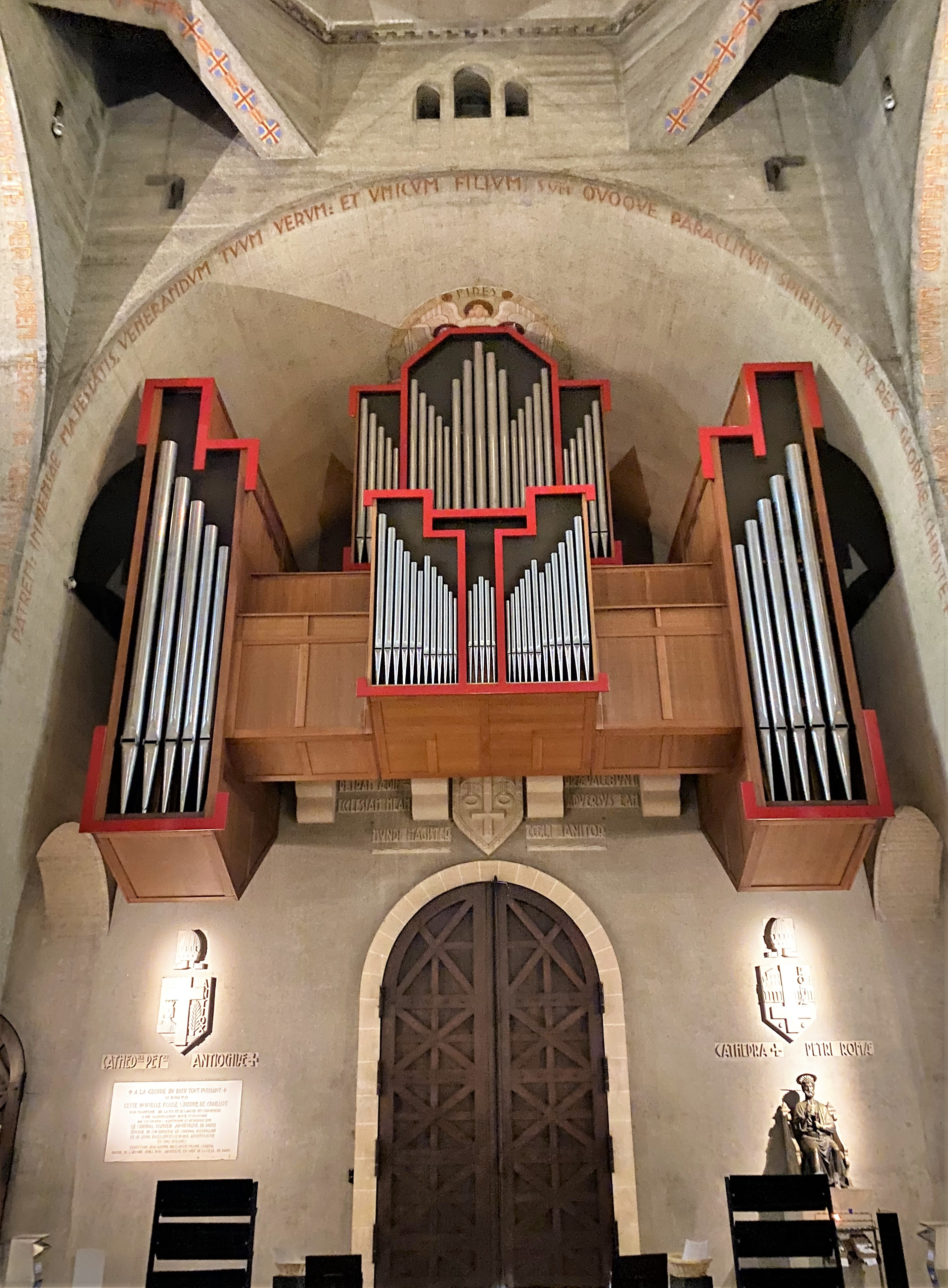
Grand orgue de l'église.
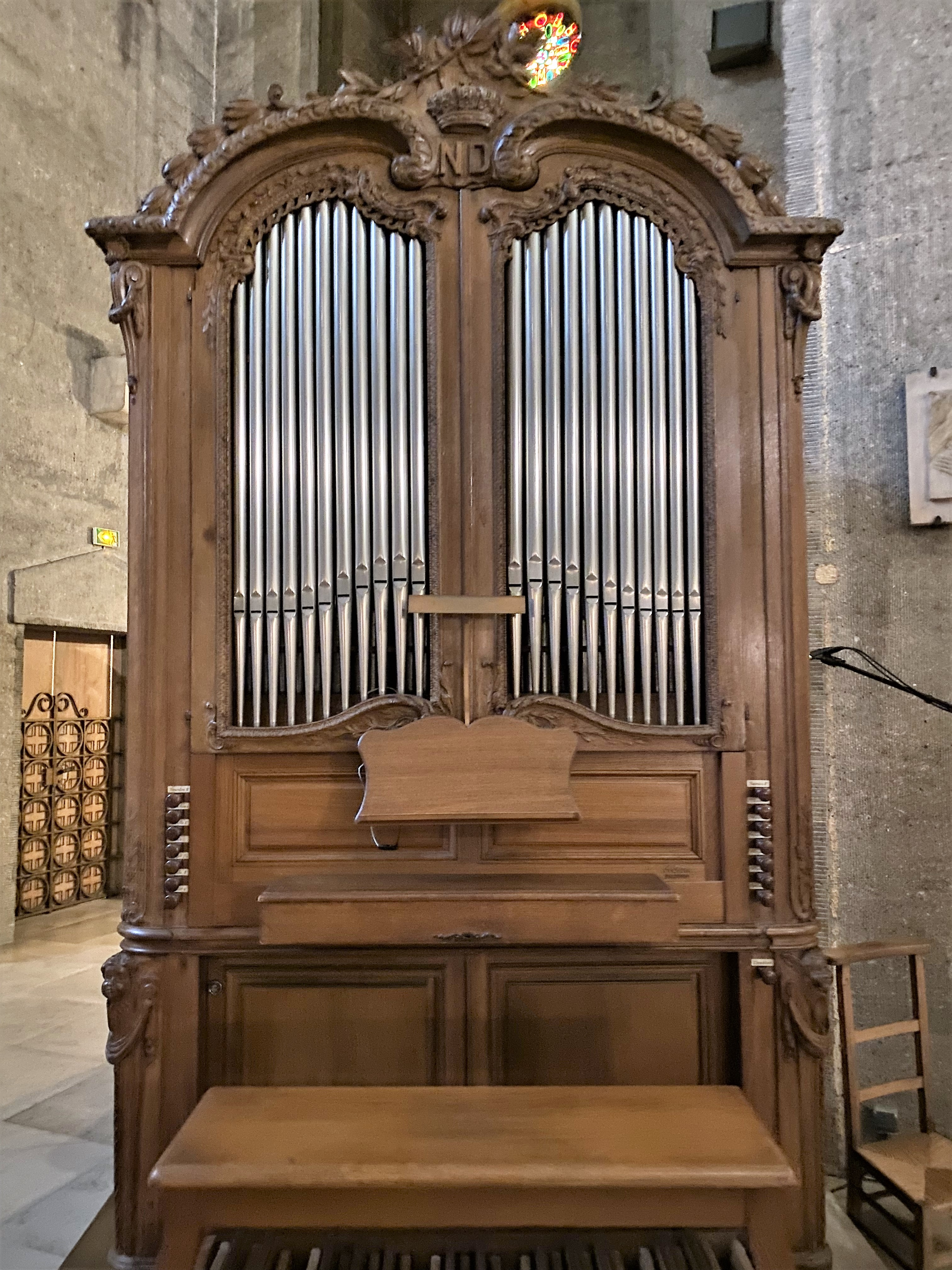
L'orgue de chœur.
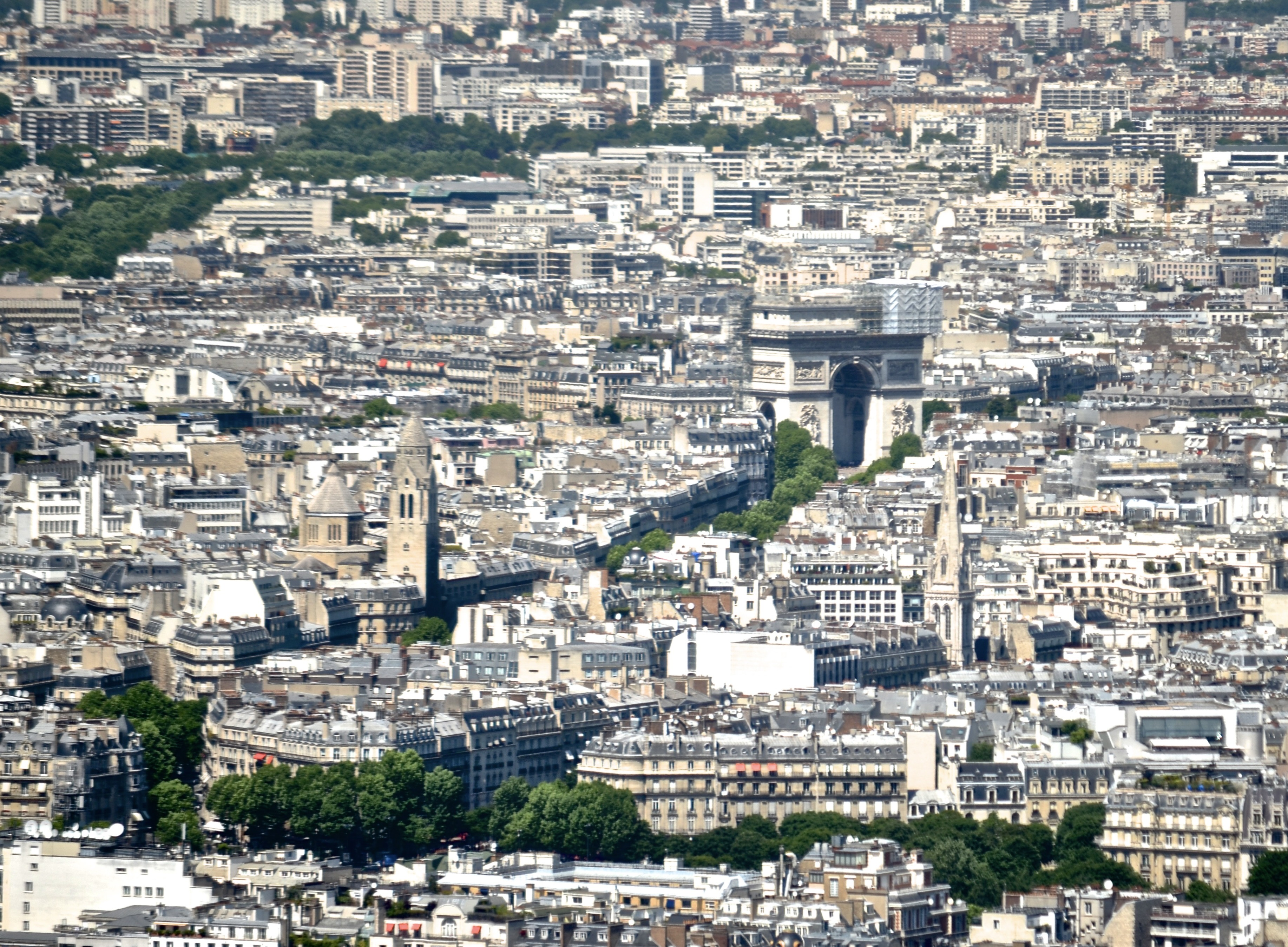
Dôme et clocher de l'église avec plus loin  l'arc de triomphe de l'Étoile.

## Personnalités
Le 30 octobre 1888, Émile Driant, alors capitaine, épouse, en l'église Saint-Pierre-de-Chaillot à Paris, Marcelle Boulanger, l’une des filles du général Georges Boulanger.
Les funérailles de plusieurs personnalités se sont déroulées dans l'église :
- Philippe Lichtenstein (1831-1892), colonel français.
- Guy de Maupassant (1850-1893), écrivain français, le 8 juillet 1893[7] ;
- Marcel Proust (1871-1922), écrivain français, le 21 novembre 1922[2].
- Adèle de Gontaut-Biron (1848-1938), princesse Marc de Beauvau-Craon, le 4 janvier 1939.
- Ettore Bugatti (1881-1947), industriel franco-italien, le 25 août 1947.
- Laurence Badie (1928-2024), actrice française, le 19 janvier 2024.